# Stagmomantis paraensis
Stagmomantis paraensis är en bönsyrseart som beskrevs av Jantsch 1985. Stagmomantis paraensis ingår i släktet Stagmomantis och familjen Mantidae. Inga underarter finns listade i Catalogue of Life.